# Peuples algonquiens

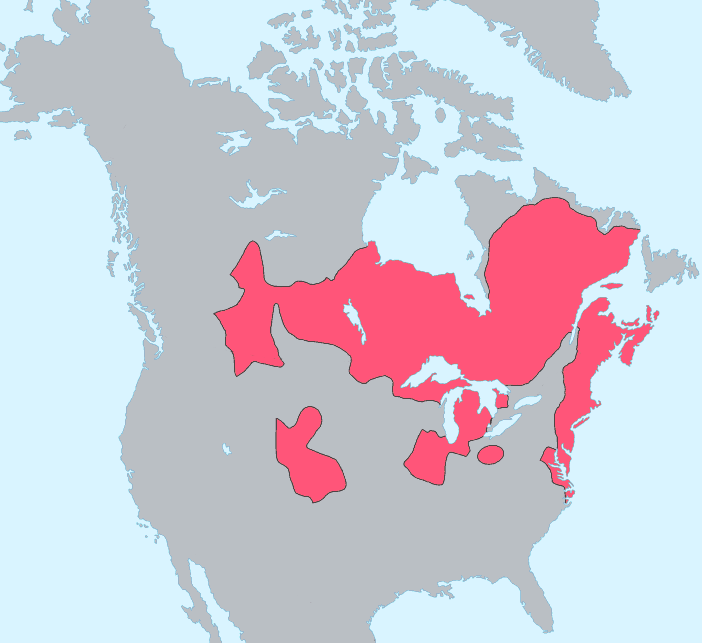
Répartition de la famille linguistique des peuples algonquiens.

Les peuples algonquiens habitent l’Amérique du Nord depuis au moins 12 000 ans, après la dernière période glaciaire et avant l’extinction des derniers mammouths.
La présence historique des Algonquiens s’étend sur un immense territoire, partant de l’est des montagnes Rocheuses jusqu’à l’océan Atlantique et couvrant toutes les provinces actuelles du Canada (à l’exception de la Colombie-Britannique) et plus d’une dizaine d’États américains. De toutes les communautés autochtones, ce sont les Algonquiens qui occupent le plus vaste territoire en Amérique du Nord. Les peuples algonquiens sont issus d’une même grande famille linguistique, se déclinant en une centaine de nations autochtones, subdivisées elles-mêmes en bandes et en petites familles.
En général, ils partagent des coutumes semblables et un mode de vie basé sur le semi-nomadisme. Ils sillonnent de grands territoires de chasse, de pêche et de cueillette, suivant les mouvements du gros gibier et l’accès aux plantes et aux petits fruits. Soumis aux variations saisonnières et à la disponibilité de la nourriture, ils se déplacent en petites familles de quelques dizaines de personnes durant l’hiver, quoique cela peut varier selon les premières nations. Celles-ci rejoignent une bande de quelques centaines d’individus en été, dans de grands campements érigés sur les rives de cours d’eau importants.
Ils parlent des langues apparentées, quoique se distinguant l’une de l’autre, selon l’appartenance à la nation.
Les Algonquiens adhèrent souvent au système patrilinéaire, où la transmission se fait de père en fils, mais il existe parfois un système de parenté bilatéral. Ils se distinguent ainsi de leurs voisins, notamment les peuples iroquoiens de l’est de l’Amérique du Nord, qui étaient semi-sédentaires et issus de sociétés matrilinéaires.
Selon l’historien Denys Delâge, la population autochtone de l’Amérique du Nord s’établit à environ 3 000 000 d’habitants au début du 16e siècle. De ce nombre, près de 1 000 000 de personnes vivent sur le territoire actuel du Canada, dont probablement quelques centaines de milliers sont membres de la grande famille algonquienne.

## Les origines

### Les premiers habitants
Les Autochtones arrivent en Amérique par vagues successives et empruntent le détroit de Béring, situé entre la Sibérie et l’Alaska et qui émerge à quelques reprises lors des glaciations. Un premier peuplement aurait été possible il y a près de 40 000 ans, mais les chercheurs pensent que les Autochtones ont durablement occupé l’Amérique seulement à partir de l’an 10 000 avant notre ère.
L’extrémité de l’est du Canada, à partir de Terre-Neuve en passant par le Labrador et la région québécoise de la Basse-Côte-Nord, aurait été habitée pour la première fois par les nations des Béothuks et des Innus il y a 8 500 ans.
Selon l’historienne Olive Patricia Dickason, « la très grande majorité des populations autochtones du Canada étaient constituées de chasseurs et de cueilleurs […] ». Contrairement à leurs voisins iroquoiens qui pratiquent l’agriculture, les Algonquiens vivent surtout de la chasse, du piégeage et de la pêche. Les nations qui occupent le littoral atlantique, de la Caroline du Nord jusqu’au Labrador, pratiquent naturellement la pêche. Certaines nations s’adonnent parfois à de l’agriculture de subsistance.
Les premiers contacts entre Européens et Algonquiens ont lieu autour de l’an 1 000 : les Scandinaves et les pêcheurs basques rencontrent alors les Béothuks (une nation possiblement algonquienne, mais assurément éteinte depuis 1829, à la mort de sa dernière représentante à Saint-Jean, Terre-Neuve), ainsi que les Innus, les Malécites et les Micmacs.

### La répartition géographique
Article détaillé : Langues algonquiennes.

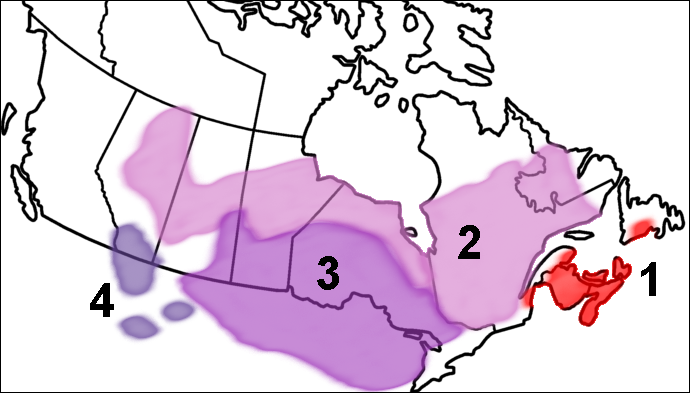
Répartition historique des peuples algonquiens (non-exhaustive, il manque la côte est des États-Unis). 1- Algonquiens de l'Est ; 2- Algonquiens du Nord ; 3- Algonquiens du Centre ; 4- Algonquiens de l'Ouest.

Du 16e au 19e siècle, les nations algonquiennes occupent ce que deviendront successivement la Nouvelle-France, les Treize Colonies anglo-américaines, Terre-Neuve, les États-Unis et le Canada.

#### Les Algonquiens de l'Est
Les Algonquiens de l'Est ou Algonquiens maritimes, dont les Micmacs, les Malécites et les Abénakis, habitent le long de la côte atlantique, depuis les provinces canadiennes en passant par le Québec et jusqu'en Caroline du Nord, aux États-Unis. Ils pratiquent la pêche, mais s’adonnent aussi parfois à l’agriculture.
Les Cheyennes sont des Algonquiens des Grands Lacs. L’explorateur français Cavelier de La Salle les rencontre en 1680 dans le nord de l’Illinois, dans leurs villages semi-permanents faits de grandes maisons similaires à celles des Mandans et des Arikaras. Ils maîtrisent l’art de la poterie et cultivent le tabac, le maïs, le haricot et la courge.
À la fin du 17e siècle, les Cheyennes se déplacent vers l’ouest, atteignant le Missouri, peut-être poussés par le déplacement des Chippewas et des Sioux. Leurs alliés Arapahos, un autre peuple algonquien, suivent la même route.
Les Malécites du Maine, du Québec et du Nouveau-Brunswick vivent principalement de la pêche.
Les Mohicans, les Pequots, les Narragansetts, les Wampanoags, les Massachusetts et les Penacock ou Pennacooks, occupent les États américains de la Nouvelle-Angleterre.

#### Les Algonquiens du Nord
Les Algonquiens du Nord sont connus sous les noms des Innus, des Naskapis, des Nehirowisiwok (Atikamekw) et des Cris.
Ils habitent la zone subarctique canadienne, depuis le Labrador et le Québec jusqu'au centre de l'Alberta, où ils se rassemblent en bandes semi-nomades.

#### Les Algonquiens du Nord-Ouest
Les Arapahos sont de proches alliés des Cheyennes et, généralement aussi, des Sioux. Avec les Cheyennes, ils ont déjà formé une enclave algonquienne dans l'ouest.
Les Arapahos du Nord habitent dans la réserve indienne de Wind River au nord de Lander, au Wyoming.

#### Les Algonquiens du Centre
Les Ojibwés, les Miamis et les Illinois occupent la région des Grands Lacs jusqu'au Mississippi.
À l'ouest, les Ojibwés —ou Chippewa— et quelques groupes Cris occupent le Minnesota, le Wisconsin, le nord du Michigan, l'ouest de l'Ontario et les Prairies canadiennes.

#### Les Algonquiens du Sud
Vers 1830, certains clans des Cheyennes s’établissent plus au sud, atteignant l’est du Colorado et du Kansas. Ils deviendront les Cheyennes du Sud. Les Cheyennes du Wyoming et du Montana s’unissent étroitement aux Lakotas et aux Arapahos, restés principalement au nord. Ils sont connus comme les Cheyennes du Nord.
Il faut ajouter aussi à cette liste les peuples algonquiens suivants :
- les Mohicans, les Lenapes (ou Delaware) ;
- les Mohegans, les Powhatans, les Pamlico ;
- les Nanticokes, les Montauks, les Menominee ;
- les Chaouanons (ou Shawano), les Mesquakies, les Potéouatamis (ou Potawatami) ;
- les Sauks (ou Sac, ou Sack, ou Asakiwaki), les Outaouais, les Nipissings et les Kickapous.

#### Les Algonquiens de l'Ouest
Les Arapahos, les Pieds-Noirs et les Cheyennes se déplacent aussi dans les plaines de l'Ouest canadien et américain.

## La vie en société

### Le semi-nomadisme
La plupart des Algonquiens vivent alors de la chasse et de la pêche, même si certaines nations complètent leur alimentation en cultivant du maïs, des haricots, des courges et, plus particulièrement chez les Ojibwés, du riz sauvage.
Respecter la nature et les animaux est une valeur cardinale chez les Algonquiens. La chasse au gros gibier est observée selon des rites convenus. Toute proie, qu’il s’agisse d’un ours, d’un caribou ou d’un castor, etc., est sacrée. La bonne entente entre les humains et l’esprit des animaux fait partie des valeurs enseignées aux plus jeunes. Ceci a été particulièrement étudié chez les Innus.
Les Algonquiens utilisent plusieurs outils de chasse, comme des arcs et des flèches, des massues, des lances, des haches, des filets et des pièges. Ils les fabriquent avec ce qu’ils trouvent dans la nature, comme des branches, de la pierre, des os et de l’écorce.
L’hiver, quelques familles se regroupent autour d’un chasseur émérite et vivent dans les campements temporaires, montant et démontant les tentes et les huttes, comme c’est le cas chez les Innus ou chez les Algonquins (Anicinabek). « Durant plus de huit mois, de mi-septembre à fin mai, cette entité sociale form[e] une unité de résidence indépendante […] Orignal, cerf, caribou et ours constitu[ent] les proies de prédilection, prisées pour leur viande, leurs os, leur graisse, leurs bois, leur cuir et leur fourrure. »
L’été, des dizaines de familles d’une même bande convergent vers un lieu de rassemblement, formant un petit village à l’embouchure d’une rivière importante. On y construit des passes pour les poissons, pendant la période de frai, et on y cueille les baies, les plantes médicinales et les autres fruits. C’est le moment de fraterniser, permettant ainsi de raffermir l’appartenance à la bande. C’est aussi le moment d’échanger les produits de la chasse avec d’autres nations, notamment iroquoiennes, qui fournissent à leur tour maïs, peaux, tabac, provisions, etc.

### La famille
Les nations algonquiennes se répartissent en bandes. Chaque bande est constituée de 35 à 75 personnes, ce qui correspond à quelques grandes familles. Chacune veille sur son propre territoire de chasse et de pêche, même s’il n’en détient pas la propriété absolue.
Les hommes sont responsables de la chasse, de la pêche, de la construction des maisons et du portage des canots. Ils sont aussi chargés du commerce pendant l’été. Ils s'occupent des relations diplomatiques ou défendent leur famille et la nation pendant les guerres.
Les femmes sont les gardiennes de la culture et des traditions, quoique les sociétés algonquiennes sont égalitaires dans le sens où les hommes devaient aussi savoir faire le travail des femmes et vice-versa. Les femmes enseignent souvent les vertus des plantes médicinales et transmettent les pratiques du tannage aux plus jeunes. Elles sont responsables de l’entretien des réserves de bois pour le chauffage, de la confection des vêtements, de la cueillette des fruits sauvages et de la conservation des aliments.
Les Algonquiens vouent un profond respect aux enfants. « Jamais et sous aucune considération ne les frappent-ils ou ne leur infligent-ils un quelconque châtiment corporel », comme le note l’historien Denys Delâge, en comparaison aux pratiques européennes, marquées parfois par la violence.

## Le contact avec les Européens

### Les Algonquiens et l’arrivée des Français
Les Algonquiens sont les premiers autochtones à rencontrer des pêcheurs et explorateurs européens et ce, dès le 11e siècle. Toutefois, c’est surtout à partir de l’arrivée de l’explorateur italien Giovanni Caboto, aux abords de Terre-Neuve en 1497, que s’intensifient les relations entre Européens et Algonquiens.
En 1534, Jacques Cartier est le premier Français à rencontrer des Innus et des Naskapis : « Il décrit les habitants de cette terre avec qui il entr[e] en contact à proximité de Blanc-Sablon comme ‘d’assez belle corpulence’, tout en étant, ajoute-t-il, ‘farouches et sauvages’. »
Les trois voyages de Jacques Cartier, commandités par le roi François 1er entre 1534 et 1542, marquent l’histoire des Autochtones en Amérique du Nord. Pour la première fois, des contacts durables sont établis.
L’arrivée de Samuel de Champlain, au début du 17e siècle, réactive l’occupation française. Les Algonquiens jouent un rôle essentiel au moment de la fondation de « l’Abitation » de Québec en 1608. Les débuts de la Nouvelle-France n’auraient pu être possibles sans l’aide des Algonquiens, notamment des Innus.

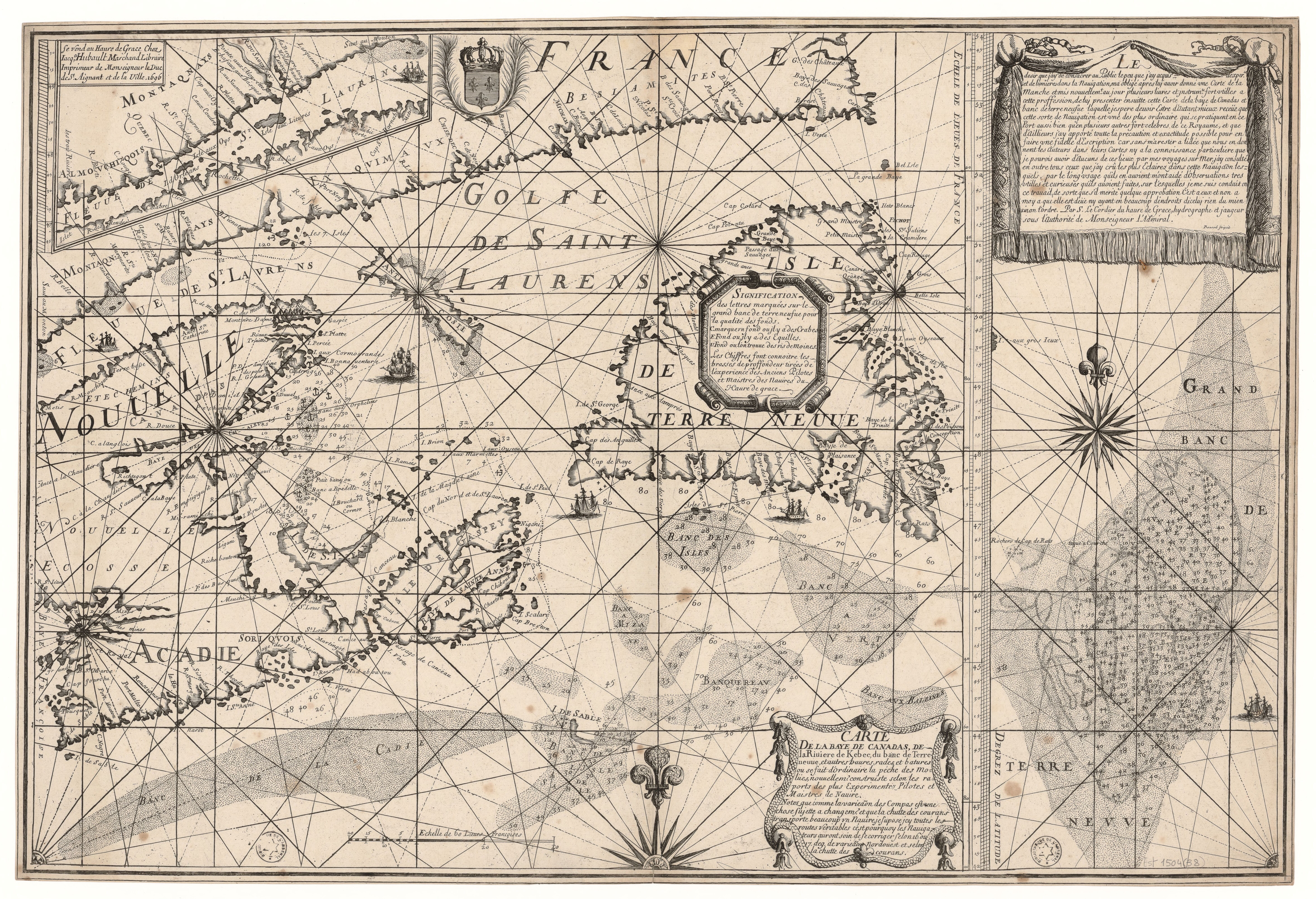
Carte de la baye de Canadas, de la riviere de Kebec, du banc de terre neuve... - par S. Le Cordier ; circa 17e siècle.

Comme l’indique l’anthropologue Gilles Bibeau, « les Innus ont été les grands acteurs de deux événements fondateurs de la Nouvelle-France : ils ont d’abord été, en 1603, les premiers partenaires des Français à travers l’alliance négociée à Tadoussac entre le sagamo Anadabijou et Samuel de Champlain ; cinq ans plus tard, les Français ont installé sur le site du campement d’été innu de Uepishtikueiau un poste de traite appelé à devenir la ville de Québec. »
Les Innus, les Attikameks (Atikamekw ou Nehirowisiwok), les Algonquins (Anicinabek), les Micmacs (Mi'kmaq) et les Abénakis (W8banakiak) entretiennent d’étroites relations d’échange avec les colons français au 17e siècle. Les postes de traite érigés sur tout le territoire de la Nouvelle-France, de 1608 à 1763, représentent d’importants lieux de rencontre et de commerce.

### Les alliances, le commerce et la Nouvelle-France
Des échanges commerciaux s’établissent dès 1534 entre les Français et les membres des nations algonquiennes. Jacques Cartier note que des Micmacs, à bord de 40 ou 50 canots, veulent possiblement échanger avec lui : « […] nous montrant des peaux sur des bâtons, dansant et faisant plusieurs signes de joie et manifestant le désir de vouloir notre amitié. »
L’entente au campement estival des Innus à Tadoussac, intervenue le 27 mai 1603 entre le chef innu Anadabijou et Samuel de Champlain, initie un système d’échanges appelé à perdurer pendant plusieurs décennies. Les toboggans, les vêtements faits de peaux et fourrures, les raquettes et les canots d’écorce sont progressivement adoptés par les colons européens.
La nourriture et les soins apportés par les Innus au moment de la fondation de Québec en 1608 sont d’une aide primordiale pour les Français, lesquels échangent en retour étoffes, chaudrons en fer, armes, alcool et autres denrées et produits manufacturés.
En 1608, les Hurons-Wendats, des Iroquoiens qui vivent à plus de 1 300 kilomètres au sud de Québec, sont des membres influents dans le réseau commercial en Amérique du Nord-Est. Contrôlant le système continental, ils négocient leur présence auprès de leurs alliés algonquiens.
Les Hurons-Wendats souhaitent rencontrer Champlain et sceller avec lui une alliance militaire contre leur ennemi important : la nation iroquoienne des Mohawks (Kanien'kehà:ka), membre de la Confédération des Haudenosaunee (Peuples de la Maison-Longue), aussi connue sous le nom des Cinq-Nations (qui deviendront les Six-Nations beaucoup plus tard) et établie dans l’État actuel de New York.
Le rapport de force entre les Hurons-Wendats et les nations algonquiennes ne jouent pas en faveur de ces derniers : « Ainsi, les Hurons mariaient des Algonquiennes, ce qui leur permettaient de sceller les alliances commerciales, mais l’inverse ne se faisait pas […] Enfin, la langue huronne était la langue des échanges et certaines tribus algonquiennes comme les Nipissings qui venaient passer l’hiver en Huronie étaient bilingues contrairement aux Hurons qui ne l’étaient jamais. »
Les Algonquins (Anicinabek) et les Innus sont néanmoins des partenaires importants, qui fournissent aux Hurons-Wendats viandes, graisse, os, peaux, fourrures et autres produits de la chasse, en retour du maïs, des courges et d’autres produits agricoles.
Se greffent ainsi les Français, à partir du 17e siècle, à ce réseau autochtone dirigé par les Hurons-Wendats. La proximité croissante entre ces deux partenaires privilégiés finit par ébranler certains acquis des peuples algonquiens. « La fondation de Québec entraîne rapidement le remplacement des Montagnais (Innus) par les Hurons comme principaux associés commerciaux des Français. »

### Les Algonquiens du Québec après le 17esiècle
Les épidémies qui déciment les nations iroquoiennes, notamment celle des Hurons-Wendats, affaiblissent aussi les populations algonquiennes à partir du 17e siècle : « On a évalué notamment que sur la côte de la Nouvelle-Angleterre, pour un Amérindien qui mourait à la guerre, trois succombaient de maladie. Et tout indique que ce rapport ait été le même dans l’est de l’Amérique du Nord puisque, ne possédant pas les anticorps nécessaires pour résister aux maladies d’origine européenne, les natifs mouraient comme des mouches. »
Aussi, la volonté des autorités politiques de sédentariser les Algonquiens ébranle les modes de vie traditionnels. Le processus de sédentarisation et de christianisation, amorcé dès la fondation de la Nouvelle-France, gagne en intensité après la chute du régime français en Amérique.
La Conquête britannique de la Nouvelle-France marque un changement de gouvernement, mais elle s’inscrit dans la même veine, soit celle d’affaiblir l’influence de tous les Autochtones, y compris les Algonquiens.  
En 1867, l’Acte de l’Amérique du Nord britannique stipule, par son article 91 (24), que la responsabilité et la protection des Autochtones relèvent de la Couronne, c’est-à-dire en pratique du gouvernement du Canada.
La Loi sur les Indiens, adoptée en 1876 à Ottawa, régit la vie politique et juridique des autochtones. « La Loi était fondée sur la prémisse selon laquelle il incombait à la Couronne de s'occuper des Premières Nations et de veiller à leurs intérêts en agissant comme ‘tuteur’ tant et aussi longtemps que ces dernières ne s'intégreraient pas pleinement à la société canadienne. » Juridiquement, les Autochtones étaient donc réduits au statut d’enfants.
Le gouvernement du Canada détient l’autorité exclusive de légiférer sur les Autochtones et les terres qui leur seront réservées. Au Québec, les premières « réserves autochtones » sont mises en place dès 1851 à Kitigan Zibi et en 1853 « chez les Innus de Pointe-Bleue —Mashteuiatsh— sur le Saguenay et de Betsiamites —Pessamit— sur la Côte-Nord. »
Le nomadisme saisonnier fait encore partie de la vie des Algonquiens, mais les réserves bouleversent leurs communautés.

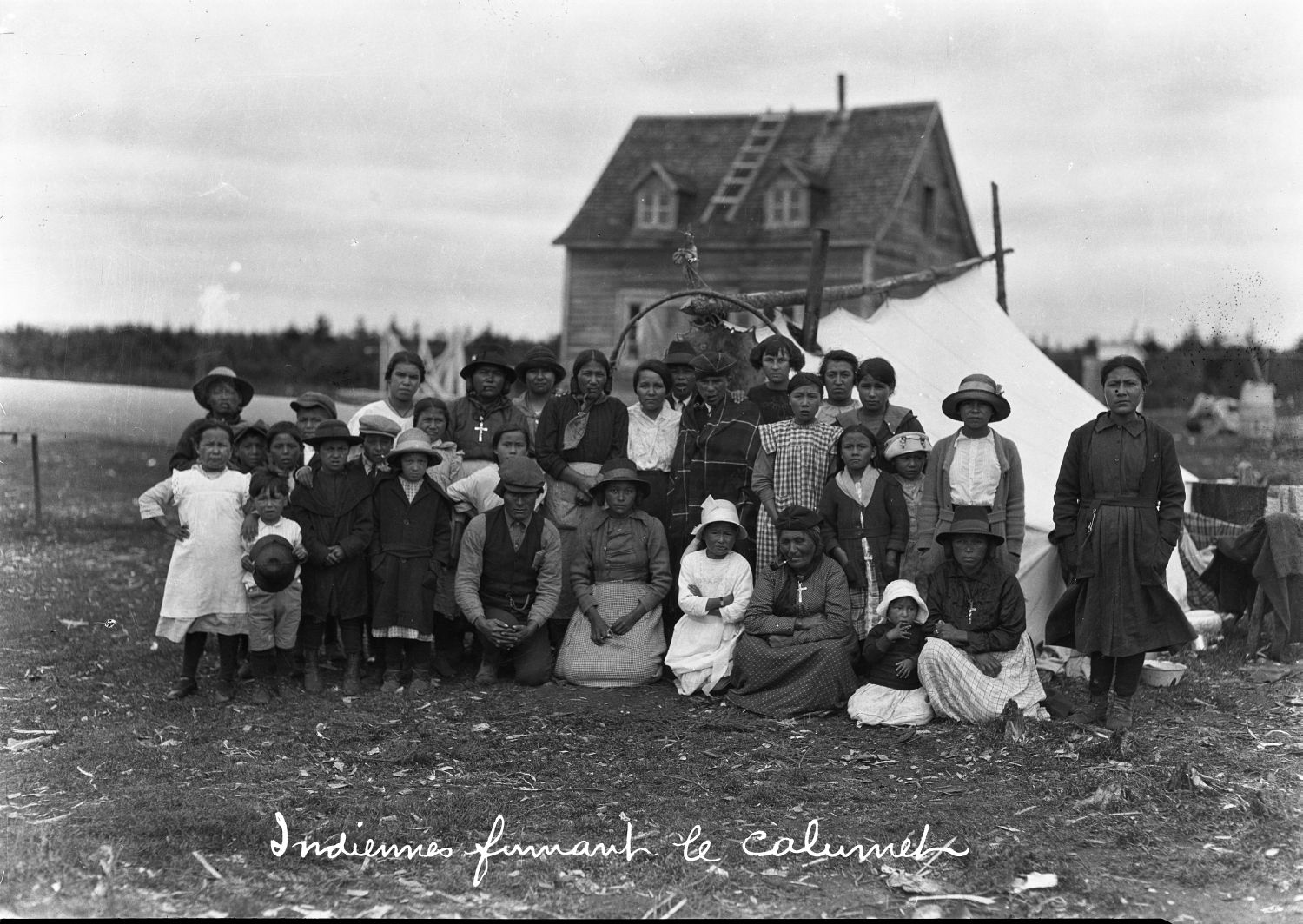
Innus d'Ekuanitshit (Mingan), circa 1920.

Des réserves fédérales sont constituées sur la Côte-Nord québécoise, aussi tardivement qu’en 1948 à Malioténam (Mani-Utenam), en 1953 à La Romaine (Unamen Shipu), en 1958 à Natashquan (Nutashkuan) et en 1959 à Mingan (Ekuanitshit).
Des pensionnats religieux financés par le gouvernement fédéral (qui sont en activité de 1880 à 1996) visent également à « civiliser l’Indien» en veillant à l’assimilation des enfants autochtones. L’usage des langues autochtones y est interdit et des sévices physiques et sexuels y ont été recensés.
En 2008, le gouvernement du Canada a présenté des excuses officielles aux anciens élèves des pensionnats autochtones, leur demandant pardon pour les sévices et souffrances engendrées, ainsi que pour les répercussions néfastes sur les plans identitaire, culturel, patrimonial et linguistique.
Les travaux de la Commission fédérale de vérité et réconciliation, menés entre 2008 et 2015, ont aussi porté sur les violences physiques et psychologiques perpétrées dans les 140 pensionnats fondés au Canada. Les nations algonquiennes sont concernées par les travaux et les suites de la Commission.
Les questions des droits ancestraux ou des droits territoriaux font régulièrement l’objet de débats dans l’espace public. Les projets industriels ou commerciaux lancés par des entreprises privées ou par des gouvernements provinciaux, dans les régions habitées par les membres des nations algonquiennes, sont aussi régulièrement sujets à discussion.

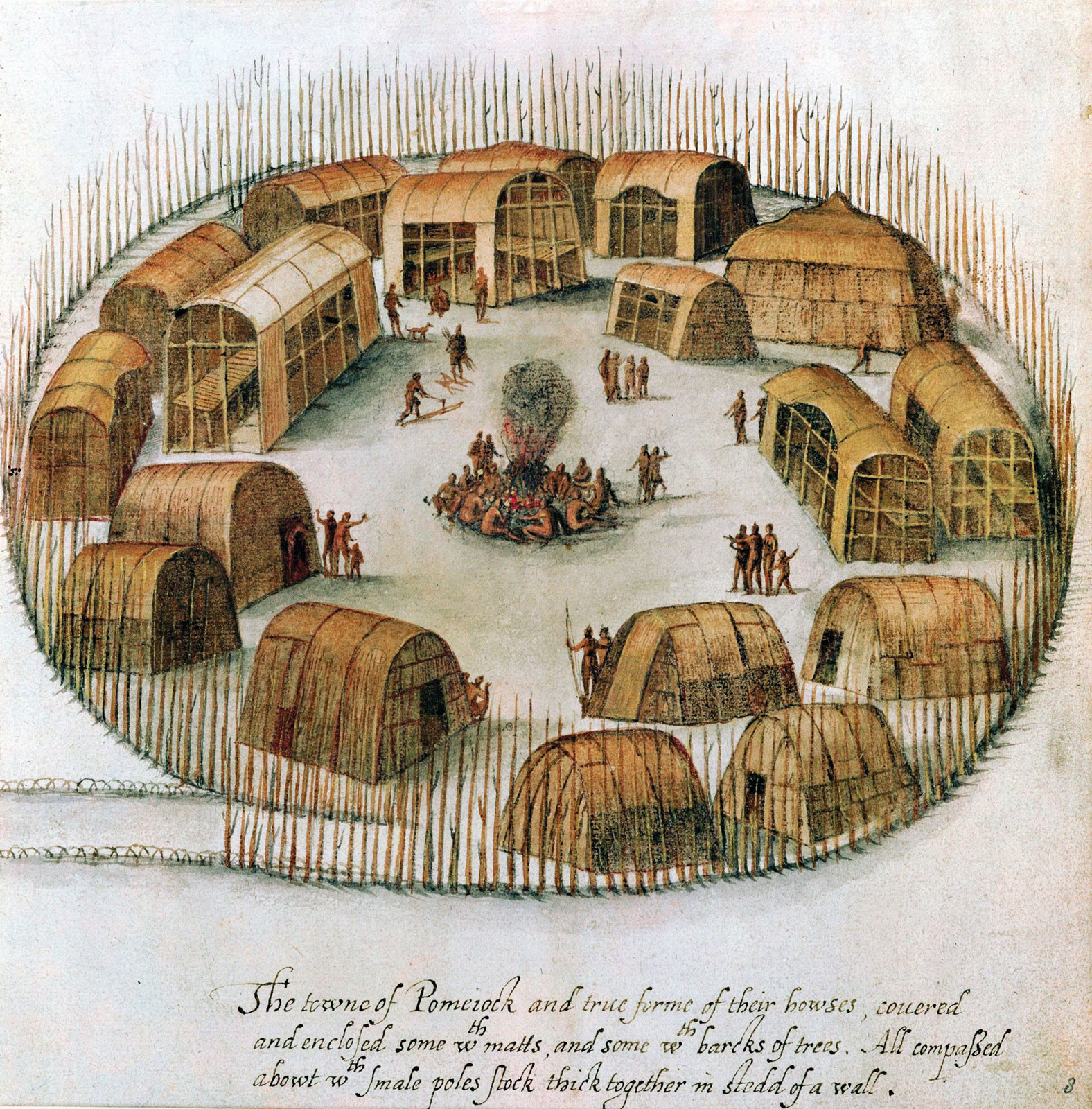
Le village de Pomeioc, Caroline du Nord, 1885.

## Les Algonquiens au 16e siècle - Structure sociale
|                   | Les Algonquiens                                                                                           |
| Structure sociale | Système de parenté bilatéral, à tendance patrilinéaire                                                    |
| Mode de vie       | Nomadisme                                                                                                 |
| Aliment de base   | Gros gibier, petit gibier, poisson, petits fruits (chasse, pêche et cueillette)                           |
| Habitation        | Wigwams ou petits tipis, dans un campement                                                                |
| Habillement       | Fait de peaux et fourrures d'animaux                                                                      |
| Statut politique  | Chef de bande choisi par la nation, décisions prises par consensus, droit de parole limité                |
| Rôle des femmes   | Tâches domestiques, éducation des enfants, confection des vêtements, cueillette, préparation de la viande |

## Les nations algonquiennes
Sur les onze nations autochtones officiellement reconnues par le gouvernement du Québec depuis 1989, huit d’entre elles sont parties de les 3 peuples algonquiennes du Québec:
- Les Abénakis (W8banakiak); les Malécites (Wolastoqiyik); et les Micmacs (Mi'kmaq).

- Les Algonquins (Anicinabek), à ne pas confondre avec le terme « algonquien »[34] .

- Les Attikameks (Atikamekw ou Nehirowisiwok); les Cris (Eeyou et Eenou); les Innus (anciennement connus sous le vocable des Montagnais et à ne pas confondre avec les Inuit); et les Naskapis.

### Liens externes

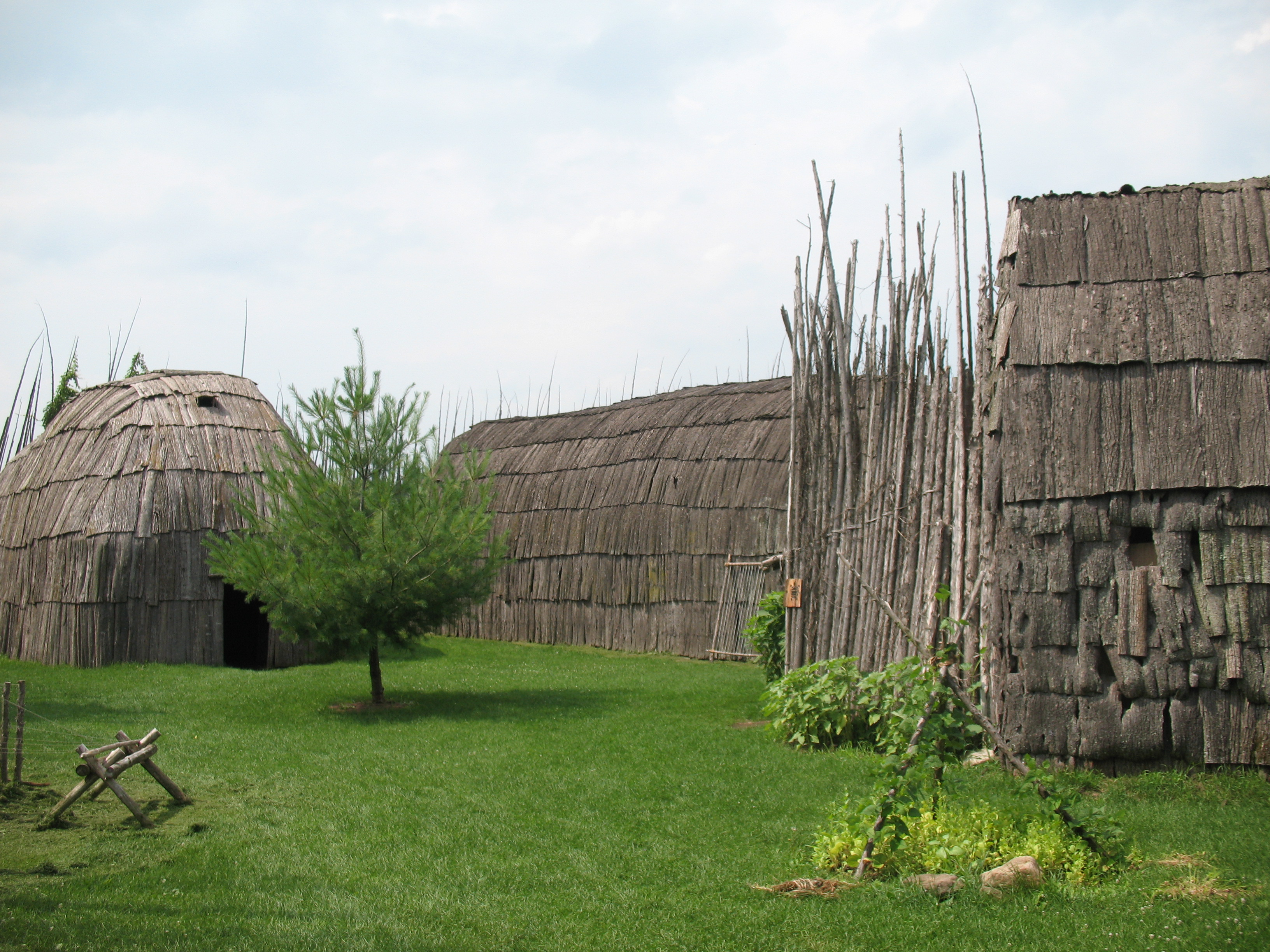
Droulers-Tsiionhiakwatha, le plus important et le mieux conservé des sites connus associés aux Iroquoiens du Saint-Laurent au Canada. Voici une photo de quelques-uns des bâtiments reconstruits du village. On estime que l’endroit recèle 7 millions d'artefacts.